# Al-'Adil II
Al-Malik al-ʿĀdil Sayf ad-Dīn Abū Bakr ibn Nāṣir ad-Dīn Muḥammad, detto al-Malik al-ʿĀdil (in arabo ﺍﻟﻤﻠﻚ ﺍﻟﻌﺎﺩﻝ‎?), "Il sovrano giusto" (in arabo سيف الدين أبو بكر بن ناصر الدين محمد‎?; 1221 circa – 9 febbraio 1248), è stato un sultano curdo della dinastia ayyubide. Regnò in Egitto dal 1238 al 1240.
Quando suo padre al-Malik al-Kamil, nipote di Saladino, morì nel 1238, al-ʿĀdil II gli succedette, per quanto poco preparato ad assolvere alle sue funzioni.

Il Paese piombò presto nell'anarchia, finché suo fratello al-Salih Ayyub (mandato in esilio per la sua politica troppo disinvolta) colse questa opportunità e lo depose. Al-ʿĀdil II morì nella prigione in cui era stato rinchiuso otto anni più tardi.